# Buster Keel !
Buster Keel ! (バスターキール!, Buster Keel !) est un manga écrit et dessiné par Kenshirō Sakamoto. Il a été prépublié dans le magazine Shōnen Rival de l'éditeur Kōdansha entre octobre 2008 et juillet 2012, et a été compilé en un total de douze tomes au 4 septembre 2012. La version française est éditée par Kana depuis juin 2012.

## Synopsis
Keel, un ancien dragon-singe métamorphosé en humain, est depuis trois ans à la recherche de Shiva, le numéro 1 des dresseurs de monstres, pour pouvoir retrouver sa forme initiale, qu'il avait perdue à la suite d'un combat contre ce dernier. Keel rencontre par la suite Lavie, une dresseuse de monstres, ancienne élève de Shiva et apprend de cette dernière que son maître a disparu il y a environ 2 ans. Les deux compagnons se rendront donc à l'ancienne demeure de Shiva (une baraque en ruine dans un quartier tout aussi neuf...) et en cherchant dans ses affaires, ils trouveront un journal de chasse ayant appartenu à Shiva. Ce dernier est destiné à Lavie et est en fait une encyclopédie sur les monstres. L'une des pages mentionne les "4 trésors sacrés", les deux compères en déduiront qu'il est parti à leur recherche, et décideront de faire de même. En chemin ils rencontreront Blue, un "guerrier-mage" manipulant l'eau (dont les rapports avec Keel sont un savant mélange de respect et d'animosité) avec qui ils formeront une équipe d'aventuriers.

## Univers
L'histoire de ce manga se déroule dans un monde où les humains et les monstres se fréquentent. Dans ce monde, pour combattre les monstres, il existe une guilde des aventuriers. Les aventuriers sont des personnes qui se battent contre les monstres pour protéger une ville ou des gens. Il existe plusieurs types d'aventuriers : les combattants, les dompteurs, qui apprivoisent les monstres afin d'avoir un allié de combat, les guerriers magiciens qui mélange la magie au combat classique. Ils sont classés par niveau, qui leur donne accès à certaines zones jugées trop dangereuses pour des personnes débutantes et adaptées seulement pour des personnes habituées au combat. Blue est par exemple niveau 44, ce qui veut dire qu'il est plutôt fort. Keel, bien qu'il soit puissant, repart à un niveau de 0 au début du manga à force de commettre des infractions. Quant à Lavie, en tant que débutante, elle a un niveau de 10.
Les aventuriers peuvent exécuter des missions et sont rémunérés par la guilde ou par un commanditaire particulier une fois celle-ci accomplie. Lavie et ses compagnons partent donc a l'aventure dans un monde truffé de monstres de toutes sortes. Ils sont rangés par catégories : A, B, C, D, E, F et G. Plus la lettre se rapproche de A, plus le monstre est fort. La classe S est donnée aux monstres surpuissants, dont les dragon-singe (comme Keel sous sa forme initiale).
Pour ce qui concerne les monstres, les plus redoutés sont les « 4 fléaux ». Ces monstres possèdent une puissance incroyable et dévastatrice. 60 ans avant le début de l'histoire, ils se sont livrés à une guerre contre les meilleurs aventuriers. Et à présent, ils comptent bien recommencer et terminer l'affrontement. Les 4 fléaux sont à la recherche des reliques sacrées, des instruments de musique divins. D'après une légende, si les reliques sont réunies, elles produiront une puissance incroyable. Mais l'info n'est pas vérifiée... Pour obtenir ces reliques, les 4 fléaux parcourent le monde avec parfois des monstres à leur service. C'est le cas d'un des fléaux, le chef de l'Ayakashi.

## Personnages

### Personnages principaux
Keel (キール, Kīru)
Il est le principal personnage masculin de l’histoire. Keel est un dragon-singe aussi appelé Dragon-Ape, devenu humain à la suite de sa défaite face au numéro 1 des Dresseurs de Monstres, Shiva, qu'il recherche pour retrouver sa forme initiale et enfin pouvoir se venger. Il formera au cours de l'histoire l'équipe "Buster Keel" avec Lavie, Mippy (de son vrai nom "Mississippi Terramoto") et Blue. Sa technique de combat est le "matchless burst style" dont une femme spécialisée dans les arts-martiaux et faisant partie des Seven lui enseignera sous sa forme humaine. Il se dispute souvent avec Blue pour savoir généralement qui est le plus fort des deux, même si au fond ils éprouvent une profonde admiration l'un pour l'autre et se respectent (sans jamais l'admettre ouvertement).
Lavie Heartful (ラヴィ＝ハートフル)
Elle est le principal personnage féminin de l'histoire. Elle était l'élève de Shiva, le numéro 1 des Dresseurs de monstres et est elle-même une Dresseuse de monstres. Sa famille est issue d'une longue lignée de célèbres musiciens. Dès qu'elle se met à jouer un air de mélodie que jouait son maître auparavant, Keel retrouve des parties de son corps de Dragon-singe (cette mélodie affaiblit le seau). Elle rêve de vivre des aventures afin d'aider les gens en difficulté. Elle fait partie de l'équipe "Buster Keel" avec Keel, Mippy et Blue.
Mississippi Teramoto (ミシシッピ寺本, Mishishippi Teramoto)
Plus connu sous le nom de Mippy (ミッピー). C'est un cochon démoniaque (renfermant des pouvoirs surpuissants) de classe F qui est le partenaire de Lavie, (il est le premier à rencontrer Bone) il porte encore des couches. Il fait partie de l'équipe "Buster Keel" avec Keel, Lavie et Blue.
Blue (ブル, Burū)
Blue est un mage-guerrier de niveau 44, il fait partie de la tribu des Suiki, qui a été presque entièrement anéantie par le célèbre Kurokiri, l'un des 4 plus puissants démons (l'un des 4 fléaux). Il est le seul survivant de son clan, sa mère ayant combattu Kurokiri pour lui permettre de s'enfuir, a été exterminée (elle a réussi à lui crever un œil). Blue s'est juré de prendre sa revanche sur le génocidaire. Il fait partie de l'équipe "Buster Keel" et se dispute souvent avec Keel.

### Personnages secondaires
Shiva (シバ, Shiba)
À 35 ans, il est le dompteur numéro 1 de monstres. Il a privé Keel de son corps initial de Dragon Ape/Dragon-Singe et est surtout le maître de Lavie.
Il deviendra le dernier membre des Sevens prenant la place de la dompteuse Judy.
Panacotta (パンナコッタ, Pannakotta)
C'est le chef de la guilde d'aventurier à Shiton. Elle se met facilement en colère et sortait autrefois avec Gomeji. Contrairement à ce que l'on pourrait croire, cette femme est de niveau 70.
Thomas Adams (トーマス)
L'équipe de "Buster Keel" a été engagée par Thomas pour une mission. Il s'agit de la toute première mission de nos héros. C'est un adolescent maladroit qui prend courage au cours de la mission. Il est le fils défunt de la famille Adams. Dans le lit de son père, Thomas a fait la promesse de devenir son successeur à la place de son cousin Charles.
Shiro (白, Shiro)
Sous sa forme humaine, Shiro est un vieillard, en tout cas à l'heure actuelle, mais sous sa forme initiale, Shiro est le Dragon Blanc.
Il a la capacité de lire dans les pensées. C'est le meilleur ami de Judy, avec qui il a vécu. Il a l'air d'avoir un petit faible pour cette dernière.
Judy (ジュディ, Judi)
Maître de la Melody, elle utilise la "master mélodie", cette dompteuse hors pair est connue de tous, hormis Keel. C'est l'amie de Shiro. Judy est décédée 3 ans avant le début de l'histoire.
Cream (クリム, Kurimu)
Cream a beaucoup de respect pour Keel, tellement qu'elle l'appelle "monsieur Keel". Il s'agit d'un monstre de rang S connu sous le nom de l'oiseau du Paradis. À cause d'un coup de l'Ayakishi, Cream donnera sa vie pour sauver son village et les Buster Keel disant à Keel qu'elle a le pouvoir de ressusciter. Ce qu'elle lui cachait est que celle-ci supprime également ses souvenirs en faisant un tel acte.
Lily (リリー, Rirī)
Lily a adopté Keel, Kizaru, Mizaru et Iwazaru. Cette femme a secrètement travaillé pour Behemoth afin de vendre les 4 frères singes.
À cause d'un pacte de l'organisation, elle ne peut trahir Russ, de l'association Behemoth. Car si elle le fait, elle souffrira atrocement jusqu'à sa mort. Malheureusement pour elle, le temps passé avec Keel et les autres a fait naitre un lien, une famille, et elle ne peut les vendre. Elle décide donc de mettre fin à sa vie. Les 3 frères singes prendront Keel comme coupable.
Bone (ボーン, Bōn)
Comme son nom l'indique, Bone est un squelette. Au début, c'est un humain des plus normaux à la recherche d'un trésor. Il meurt dans une nécropole où serait ledit trésor au milieu d'un désert. Après sa mort, il est métamorphosé en squelette et la seule chose dont il se souvient est son nom et le trésor dont le lieu n'a toujours pas été révélé. Mippy, après avoir tenté de pénétrer dans la nécropole, sera sauvé par Bone.
Kurokiri Setsuna (『黒切』刹那, "Kurokiri" Setsuna)
Kurokiri est l'un des 4 fléaux et le chef de l'Ayakashi, une organisation criminelle. C'est lui que cherche Blue car il a tué sa mère. Sa puissance est telle que même les meilleurs le connaissent. Sa caractéristique est de pouvoir porter de nombreux sabres à l’intérieur même de son corps. Il porte un bandeau et un chapeau.
Chef de Bumber, Toeturn et des autres membres de l'Ayakashi. Il hait les dompteurs de monstres comme Judy.
Gyumaô Tao Russ (『牛魔王』T＝ロース)
Appelé parfois seulement Russ ou Gyumaô, c'est le chef de l'association Behemoth. C'est le 2e fléau sur les 4 rencontrés par Keel et ses compagnons. Autrefois, Lily appartenait à son organisation, et a préféré se tuer plutôt que de la trahir. Keel en veut à Russ pour avoir poussé sa mère adoptive à se tuer. Russ ressemble à un taureau et a le pouvoir, sous une colère intense, de se grandir et de devenir un géant. Gyumaô est plutôt brutal et son attaque "violent blow" est très spectaculaire. Il peut également tirer avec sa bouche une sorte de boulet ou d'aura magique qui provoque des dégâts considérables. Cette technique est appelée "Gyumaô cannon". Russ et son organisation se sont installés au mont Huago, là où Keel a passé son enfance.
Jack le clown (『道化師』ジャック, "Dōkeshi" Jakku)
Jack le clown est le 3e fléau rencontré par Keel et ses compagnons. Il est recouvert d'une panoplie à pois de clown et porte un masque. Il pratique la nécromancie, c'est-à-dire la magie de la mort. Jack le clown vit dans la nécropole du désert de Seachili, où erre Bone. Il possède une relique sacrée, et attend que les autres s'emparent des restantes afin de faire le festin divin. Jack a également le pouvoir de créer des jouets imitant les pouvoirs des aventuriers.

## Liste des volumes
| no | Japonais         | Japonais          | Français          | Français          |
| no | Date de sortie   | ISBN              | Date de sortie    | ISBN              |
| -- | ---------------- | ----------------- | ----------------- | ----------------- |
| 1  | 4 mars 2009      | 978-4-06-380034-0 | 8 juin 2012       | 978-2-5050-1446-1 |
| 2  | 4 juin 2009      | 978-4-06-380053-1 | 8 juin 2012       | 978-2-5050-1447-8 |
| 3  | 4 octobre 2009   | 978-4-06-380069-2 | 24 août 2012      | 978-2-5050-1475-1 |
| 4  | 4 février 2010   | 978-4-06-380090-6 | 5 octobre 2012    | 978-2-5050-1533-8 |
| 5  | 4 juin 2010      | 978-4-06-380113-2 | 7 décembre 2012   | 978-2-5050-1567-3 |
| 6  | 4 septembre 2010 | 978-4-06-380125-5 | 15 février 2013   | 978-2-5050-1687-8 |
| 7  | 29 décembre 2010 | 978-4-06-380145-3 | 10 mai 2013       | 978-2-5050-1738-7 |
| 8  | 2 mai 2011       | 978-4-06-380163-7 | 23 août 2013      | 978-2-5050-1739-4 |
| 9  | 2 septembre 2011 | 978-4-06-380181-1 | 8 novembre 2013   | 978-2-5050-1740-0 |
| 10 | 28 décembre 2011 | 978-4-06-380196-5 | 21 mars 2014      | 978-2-5050-6009-3 |
| 11 | 2 mai 2012       | 978-4-06-380214-6 | 20 juin 2014      | 978-2-5050-6057-4 |
| 12 | 4 septembre 2012 | 978-4-06-380235-1 | 19 septembre 2014 | 978-2-5050-6058-1 |